# سرمایه‌گذاری مستقیم خارجی در ایران

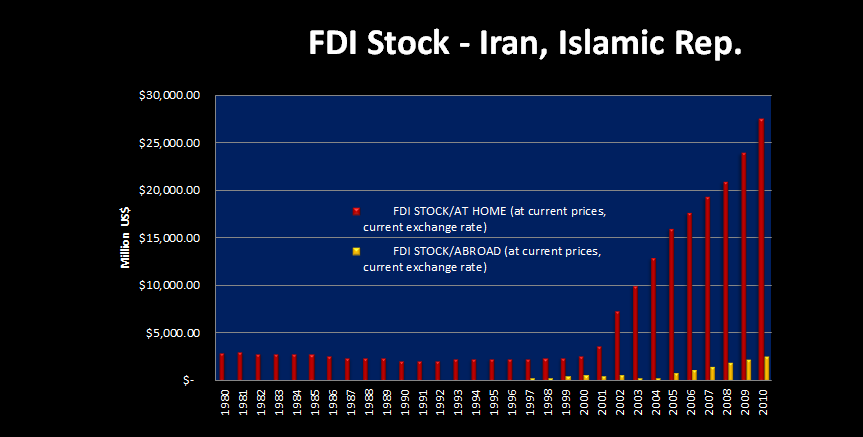
انباشت سرمایه‌گذاری مستقیم خارجی در ایران از سال ۱۹۸۰ تا ۲۰۱۰.

سرمایه‌گذاری مستقیم خارجی در ایران (FDI) به دلیل شرایط نامطلوب یا ملزومات پیچیده عملیاتی و تحریم‌های بین‌المللی معمولاً در سطحی پایین است و موانع بسیاری در مسیر آن قرار دارد. اگرچه در اوایل دهه ۲۰۰۰ دولت ایران مقررات سرمایه‌گذاری را لیبرالیزه کرد، ایران در تحلیل سال ۲۰۱۱ مجمع جهانی اقتصاد از لحاظ رقابت‌پذیری جهانی اقتصاد از بین ۱۴۲ کشور در رتبه ۶۲ قرار دارد. در سال ۲۰۱۰، ایران از منظر جذب سرمایه‌گذاری‌های خارجی در رتبه ششم جهانی قرار گرفت.
سرمایه گذاران خارجی فعالیت خود را در صنایع نفت و گاز، ساخت وسایل نقلیه، استخراج مس، پتروشیمی‌ها، مواد غذایی و صنعت دارو متمرکز کرده‌اند. ایران از سال ۱۹۹۳ تا ۲۰۰۷ حدود ۲۴٫۳ میلیارد دلار سرمایه‌گذاری خارجی، و ۳۴٫۶ میلیارد دلار برای ۴۸۵ پروژه از ۱۹۹۲ تا ۲۰۰۹ جذب کرده‌است.
اجازهٔ ورود سرمایه‌گذاران خارجی به بازار ایران در دهه‌های آتی می‌تواند مزیتی برای شرکت‌های چند ملیتی رقابت‌پذیر فعال در بخش‌های گوناگون تولید و خدمات باشد. ارزش این فرصت‌ها بین ۶۰۰ تا ۸۰۰ میلیارد دلار تخمین زده شده‌است.

## آمار سرمایه‌گذاری مستقیم خارجی

### مبتنی بر کشور
شرکت‌هایی از بیش از ۵۰ کشور در ۱۶ سال گذشته (۱۹۹۲–۲۰۰۸) در ایران سرمایه‌گذاری کرده‌اند، آسیا و اروپا بیشترین سهم را به شرح زیر داشته‌اند:
| قاره مبدأ   | کشورهای برجسته سرمایه‌گذاری در ایران (۱۹۹۲–۲۰۰۸)                                   | تعداد پروژه‌ها | مبلغ کل سرمایه‌گذاری شده |
| ----------- | --------------------------------------------------------------------------------- | ------------- | ----------------------- |
| آسیا        | هند (بندر چابهار)، امارات متحده عربی (امارات متحده عربی)، سنگاپور، اندونزی و عمان | ۱۹۰           | ۱۱٫۶ میلیارد دلار       |
| اروپا       | آلمان، هلند، اسپانیا، انگلیس، ترکیه، ایتالیا و فرانسه (در کل ۲۰ کشور)             | ۲۵۳           | ۱۰٫۹ میلیارد دلار       |
| قاره آمریکا | کانادا، پاناما، ایالات متحده و جامائیکا                                           | ۷             | ۱٫۴ میلیارد دلار        |
| آفریقا      | موریس، لیبریا و آفریقای جنوبی                                                     | —             | ۸ میلیارد دلار          |
| استرالیا    | استرالیا                                                                          | ۱             | ۶۸۲ میلیون دلار         |

### مبتنی بر بخش‌های اقتصاد
از سال ۲۰۰۷، کارآفرینان آسیایی بیشترین سرمایه‌گذاری را در دولت جمهوری اسلامی داشته‌اند. ۴۰ پروژه از ۸۰ پروژهٔ دولتی توسط خارجی‌ها تأمین مالی شده‌است. بیشترین میزان سرمایه‌گذاری خارجی مربوط به بخش صنعتی شامل صنعت غذایی و آشامیدنی، تنباکو، منسوجات، پوشاک، چرم، مواد شیمیایی، فولاد و مشتقات نفت، بوده‌است. رقم سرمایه‌گذاری در صنعت به بیش از ۸٫۷۶ میلیارد دلار آمریکا می‌رسد. بخش آب، برق و گاز با جذب ۸۷۴٫۸۳ میلیون دلار در رده دوم قرار گرفته و در رده سوم، بخش املاک و مستغلات است که بیش از ۴۰۶ میلیون دلار جذب کرده‌است. سرمایه‌گذاری در خدمات، مخابرات، حمل و نقل و معادن به ترتیب به ۱۹۳ میلیون دلار، ۱۴٫۳ میلیون دلار و ۱۴٫۲ میلیون دلار رسید. کشورهای آسیایی ۷٫۶۶۶ میلیارد دلار در پروژه‌های مختلف سرمایه‌گذاری کرده و پس از آن چندین کنسرسیوم چندملیتی قرار دارد. سرمایه‌گذاری این شرکت‌های چند ملیتی از ۱٫۳۹ میلیارد دلار (در چهار پروژه) فراتر رفته‌است. گرچه کارآفرینان اروپایی در ۳۴ پروژه شرکت داشتند، اما میزان سرمایه‌گذاری آن‌ها فقط به حدود ۱٫۲ میلیارد دلار رسید. کشورهای قارهٔ آمریکا نیز ۱۲٫۳۲۹ میلیون دلار در این کشور سرمایه نهادند و سرمایه‌گذاری‌های کشورهای آفریقایی نزدیک به ۴ میلیون دلار ثبت شده‌است.

### مبتنی بر میزان

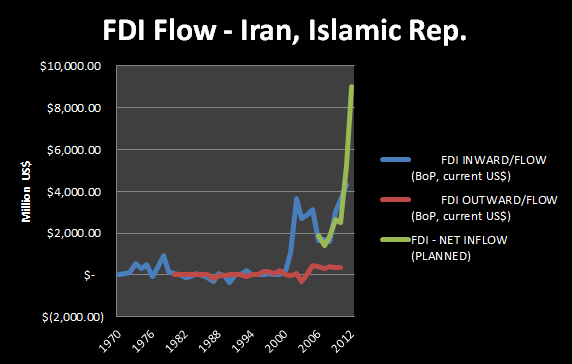
ورودی خالص سرمایه‌گذاری مستقیم خارجی در ایران.
میزان ارزش دلاری برنامه‌های سرمایه‌گذاری خارجی در ایران در سال ۲۰۱۱ بالغ بر ۴٫۳ میلیارد دلار بوده‌است که رشد ۱۱ درصدی را نسبت به سال گذشته نشان می‌دهد.

مطابق آمار اطلاعات‌نامه جهان در سال ۲۰۱۰، انباشت سرمایه‌گذاری مستقیم خارجی در ایران به ۱۶٫۸۲ میلیارد دلار (در داخل) و ۲٫۰۷۵ میلیارد دلار در خارج رسیده‌است.
مطابق یافته‌های کنفرانس تجارت و توسعهٔ سازمان ملل، سرمایه‌گذاری مستقیم خارجی در ایران در سال ۲۰۱۰ به رکورد جدیدی رسید و علی‌رغم تحریم‌های اعمال شده علیه جمهوری اسلامی، از ۳٫۶ میلیارد دلار فراتر رفت. واحد اطلاعات اکونومیست تخمین می‌زند که جریان خالص سرمایه‌گذاری مستقیم خارجی ایران طی چهار سال آینده (۱۴–۲۰۱۹) ۱۰۰ درصد افزایش یابد. اکونومیست تخمین می‌زند که ورودی خالص سرمایه‌گذاری مستقیم خارجی در سال ۲۰۱۱ در ایران حدود ۱٫۴ میلیارد دلار (معادل ۰٫۳ درصد تولید ناخالص داخلی این کشور) بوده باشد که در مقایسه با سال ۲۰۱۰ ۳٫۲ میلیارد دلار افت داشته‌است. این گزارش پیش‌بینی کرده‌است که این رقم برای سال ۲۰۱۲ به میزان ۱٫۲۵ میلیارد دلار رسیده و کاهش یابد، اما برای ۳ سال آینده دوباره افزایش یابد و در سال ۲۰۱۵ به ۱٫۸ میلیارد دلار برسد. دولت ایران می‌گوید سرمایه‌گذاری مستقیم خارجی برنامه‌ریزی‌شده در سال ۲۰۱۱، ۴٫۳ میلیارد دلار بوده و این میزان در سال‌های ۱۳۹۱–۱۳۹۰ به ۸–۱۰ میلیارد دلار خواهد رسید. با این حال، کنفرانس تجارت و توسعهٔ سازمان ملل بعداً گزارش داد که ورودی سرمایه‌گذاری مستقیم خارجی در ایران در سال ۲۰۱۳ برابر با ۳٫۰۵ میلیارد دلار بوده‌است، در حالی که سرمایه‌گذاری مستقیم خارجی ایران در سایر کشورها (خروجی سرمایه‌گذاری مستقیم خارجی) ۳۸۰ میلیون دلار بوده‌است.
استان بوشهر و استان خوزستان بیشترین حجم سرمایه‌گذاری خارجی را دارند که بیشتر مربوط به صنایع نفت و گاز است. در سال ۲۰۱۲، استان‌های فارس، گیلان، تهران، کرمان، مازندران و آذربایجان غربی به ترتیب رتبه‌های اول تا ششم جذب سرمایه‌گذاری خارجی در کشور قرار گرفتند.
طبق گفته دولت ایران، ایران برای تأمین اهداف برنامه پنج ساله توسعه اقتصادی (۲۰۱۵–۲۰۱۰) و رسیدن به رشد هشت درصدی اقتصادی به ۳۰۰ میلیارد دلار سرمایه‌گذاری مستقیم خارجی نیاز دارد. با توجه به به «چشم‌انداز ۲۰۲۵»، این برنامه توسعه هدف سرمایه‌گذاری ۳٫۷ تریلیون دلار را طی دو دهه (۲۰۲۵–۲۰۰۵) تعیین کرده‌است که ۱٫۳ تریلیون دلار آن باید به صورت سرمایه‌گذاری خارجی باشد.

### مبتنی بر شرکت
سازمان سرمایه‌گذاری و کمکهای اقتصادی و فنی ایران (به اختصار OIETAI) مسئول دریافت و پردازش کلیهٔ درخواست‌های سرمایه‌گذاری خارجی است. این سازمان همچنین مسئول تأیید سرمایه‌گذاری‌های ایران در خارج از کشور است. به عبارت دیگر، این سازمان وظیفهٔ تلفیق جریان‌های ورودی و خروجی سرمایه‌گذاری را بر عهده دارد. به گفته رئیس‌جمهور روحانی همکاری با ایران مشروط به سرمایه‌گذاری‌های مشترک، برنامه‌های ارتقا تکنولوژی و گسترش صادرات از ایران است.
از سال ۲۰۱۲، ۴۰۰ شرکت خارجی مستقیماً در ایران سرمایه‌گذاری می‌کنند. در میان کشورهای توسعه‌یافته، فعال‌ترین سرمایه گذاران آلمانی، نروژی، بریتانیایی، فرانسوی، ژاپنی، روسی، کره جنوبی، سوئدی و شرکت‌های سوئیسی بوده‌اند. شرکت سوئدی Svedala Industri نقش زیادی در توسعهٔ معادن مس ایران داشته و شرکت هندی Tata Steel سرمایه‌گذاری بالایی در بخش فولاد داشته‌است. شرکت‌های خودروسازی کیا، نیسان، پژو و رنوی فرانسه با تولیدکنندگان خودروی ایرانی توافق‌نامه صدور لایسنس دارند. دانون فرانسه، نستله سوئیس و کوکا کولا و پپسی کولای ایالات متحده با شرکت‌های ایرانی سرمایه‌گذاری مشترک دارند. توتال، اکوینور، شل، گازپروم و لاکی گلدستار کره جنوبی در صنعت گاز طبیعی ایران فعال بوده‌اند. قانون اساسی ایران تفویض مستقیم امتیاز حقوق مرتبط با نفت به سرمایه گذاران خارجی را منع کرده‌است. آلکاتل فرانسه، گروه ام‌تی‌ان آفریقای جنوبی و زیمنس آلمان به ترتیب در سال ۲۰۰۴ و ۲۰۰۵ قراردادهای عمده‌ای مرتبط با مخابرات را به امضا رسانده‌اند.
در ۲۰ اکتبر ۲۰۱۸ انجمن بانک‌های آلمان اظهار داشت که صادرات از آلمان به ایران از ژانویه، به ۱٫۸ میلیارد یورو کاهش یافته‌است.

#### قراردادبندها
در سال ۲۰۱۵، اکونومیست و وال استریت ژورنال گزارش دادند که شرکت‌های آمریکایی (از جمله شرکت اپل و هیلوت پاکارد) از مأموران خارجی محلی و ایرانی برای بستن قرارداد با ایران استفاده می‌کنند. در حوزهٔ نفت و بانکداری در حالی که ایران هنوز تحت تحریم‌های بین‌المللی است برخی «قراردادهای طلایی» امضا شده‌است. شرکت‌های بوئینگ، مایکروسافت، زیمنس، بی‌پی، شورون، گازپروم، انی، سامسونگ، رنو، پژو، جنرال موتورز نیز در حال بازگشت به ایران هستند.

## مشخصات اقتصادی

### محیط کسب و کار

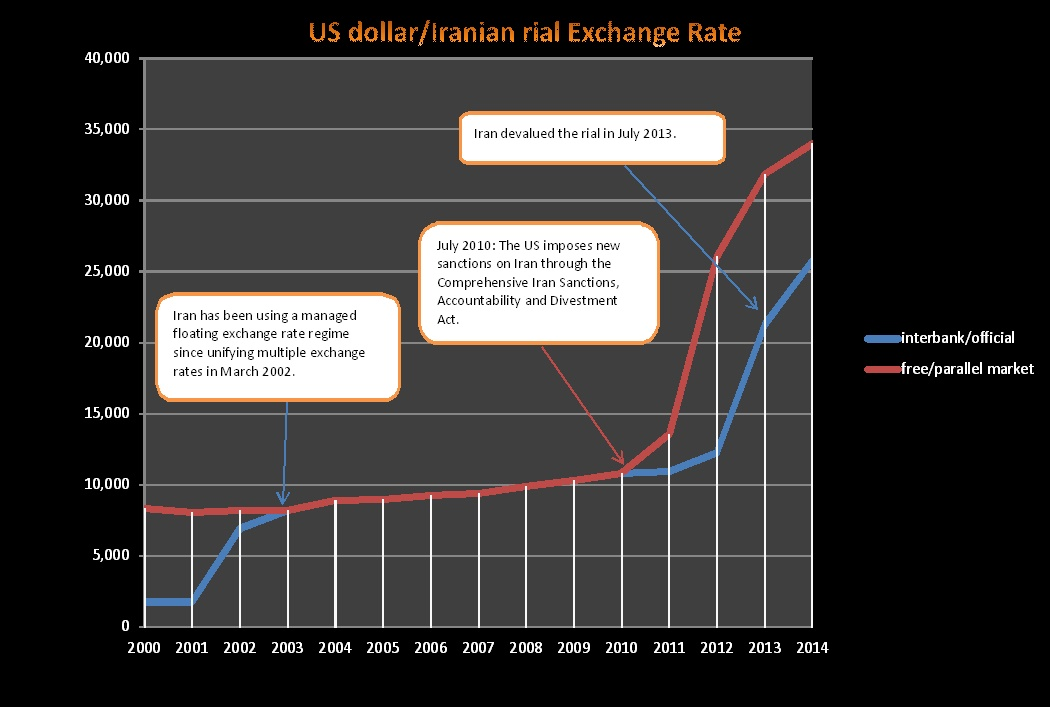
تاریخچهٔ نرخ تبدیل دلار آمریکا به ریال ایران در بین سال‌های ۲۰۰۰ تا ۲۰۱۳

به گفته رئیس سازمان سرمایه‌گذاری و کمکهای اقتصادی و فنی ایران، این کشور در سال ۲۰۰۸ از نظر شرایط کار در بین ۱۸۱ کشور در رتبه ۱۴۲ قرار داشته‌است. ایران از نظر شروع کسب و کار رتبه ۹۶، از منظر کسب مجوز ۱۶۵، از نظر اشتغال ۱۴۷، از نظر ثبت دارایی ۱۴۷، برای گرفتن اعتبار رتبه ۸۴، از نظر پشتیبانی حقوقی برای سرمایه‌گذاری ۱۶۴، از منظر پرداخت مالیات ۱۰۴، از منظر تجارت خارجی ۱۴۲ و از منظر تحقق یابی قراردادها ۵۶ و در حیطهٔ ورشکستگی رتبهٔ ۱۰۷ را دارا است. ایران عضو آژانس چندجانبه تضمین سرمایه‌گذاری بانک جهانی است. همچنین این کشور بیش از ۵۰ قرارداد دوجانبه سرمایه‌گذاری با دیگر کشورها منعقد ساخته‌است.

### سرمایه‌گذاری مشترک

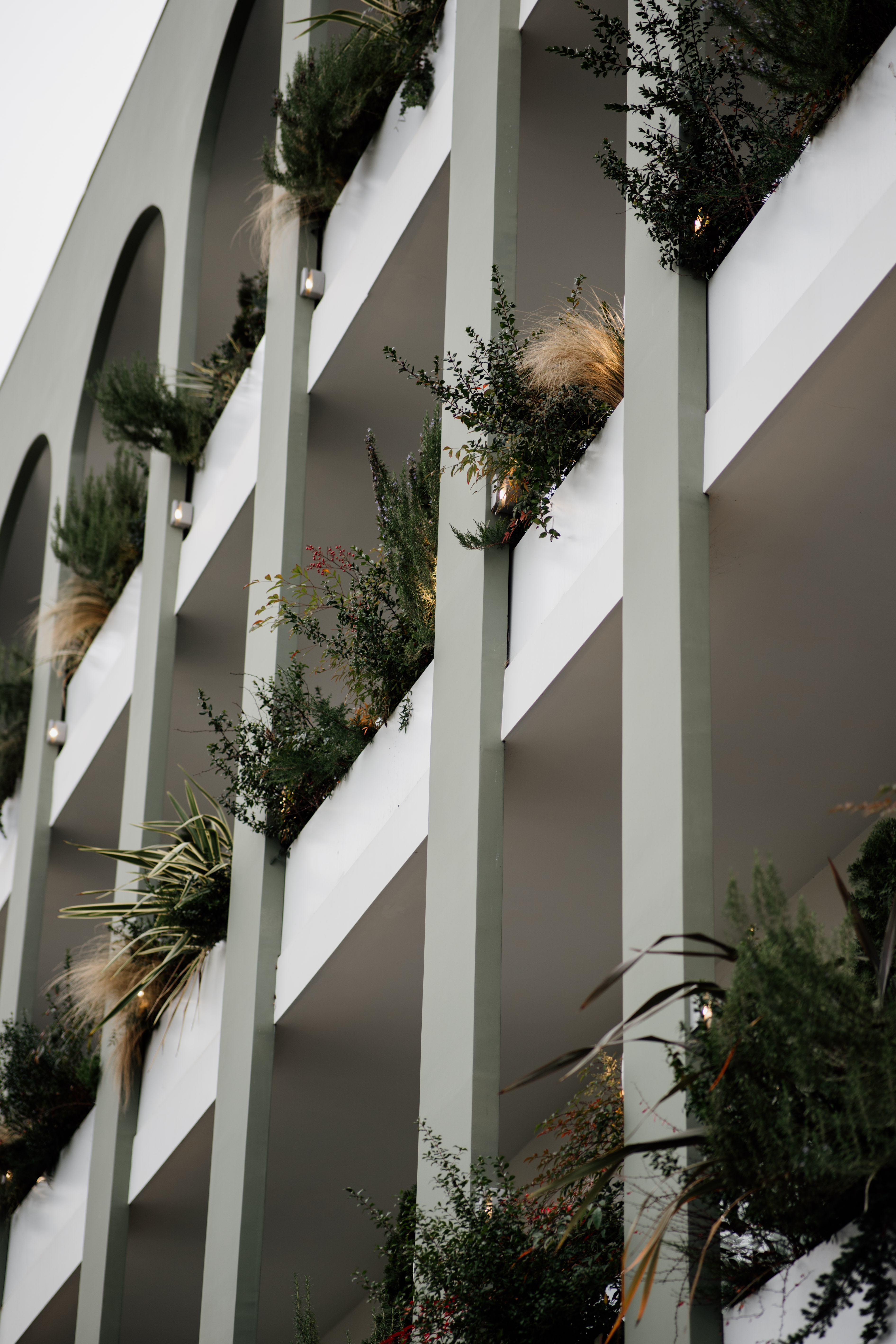
گل شرق، یک پروژه سرمایه‌گذاری مستقیم خارجی چند میلیارد دلاری در بخش گردشگری ایران، که به سرانجام نرسید.

### قرارداد خرید متقابل

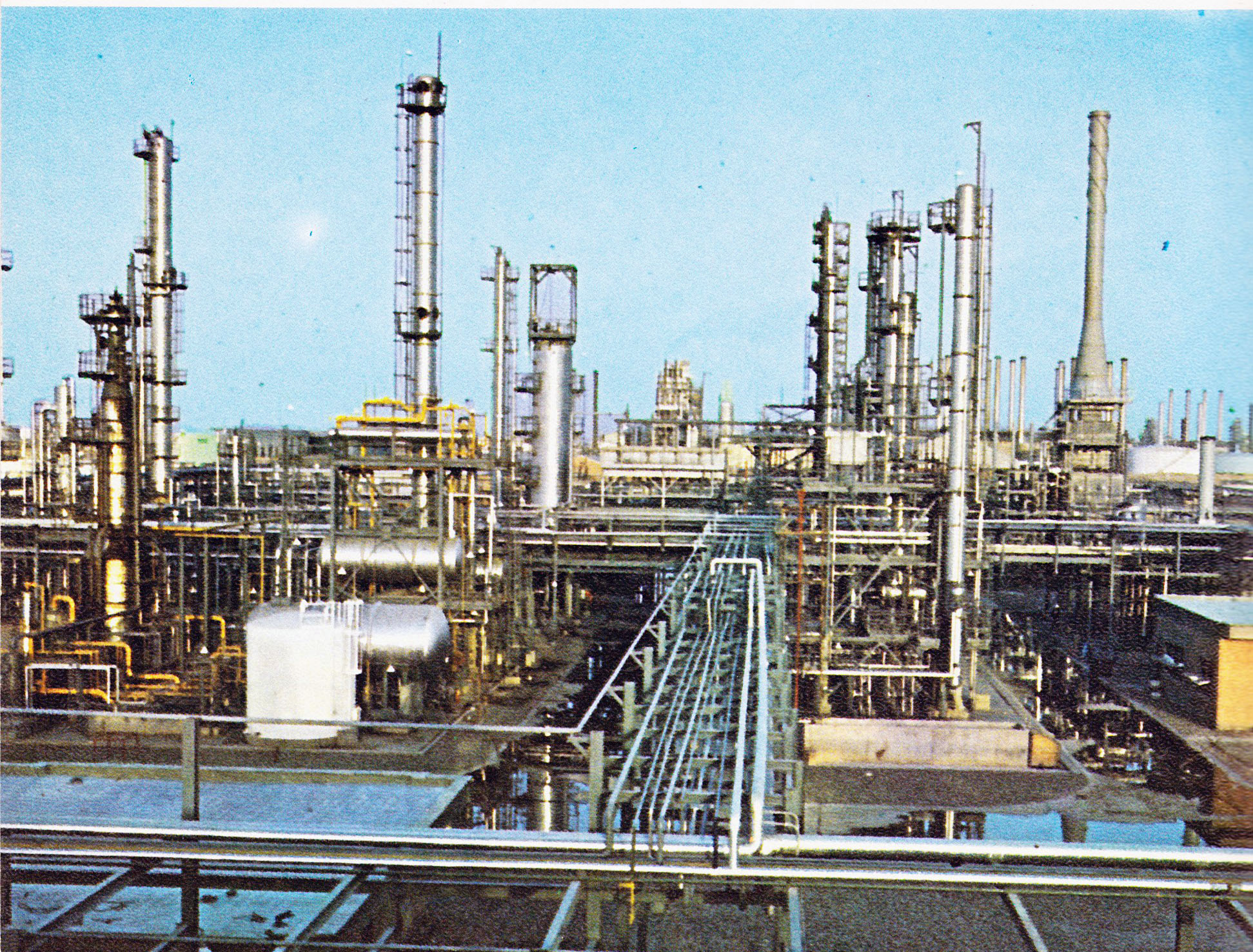
مجتمع پتروشیمی آبادان

## مناطق آزاد تجاری و مناطق ویژه اقتصادی

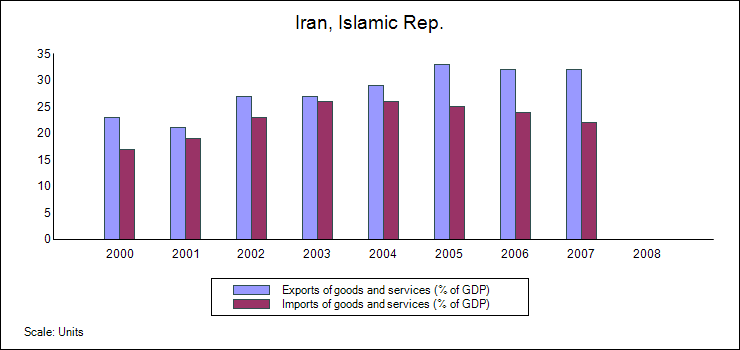
تراز تجاری ایران (۲۰۰۰–۲۰۰۷)